# Ministérios da República Popular da China
Atualmente existem 26 gabinetes de nível executivo que constituem o Conselho de Estado (chinês simplificado: 国务院组成部门) da República Popular da China: 21 ministérios, 3 comissões, o banco central e o Gabinete de Auditoria Nacional.

## Lista de departamentos atuais
| #  | Logo | Nome                                                                       | Estabelecimento                                      | Líder atual | Partido | Partido | Responde para |
| -- | ---- | -------------------------------------------------------------------------- | ---------------------------------------------------- | --- | ------- | ------- | --- |
| 1  |      | Ministério das Relações Exteriores 外交部                                  | 1949 (pelo GPC) 1954 (pela RPC)                      | Wang Yi 王毅 Conselheiro de Estado e Ministro das Relações Exteriores                                                                       |         | PCC     | Secretário-Geral Xi Jinping (Diretor da Comissão de Relações Exteriores Central) ∟ Yang Jiechi (Diretor do Gabinete da CREX) |
| 2  |      | Ministério da Defesa Nacional 国防部                                       | 1954 (pela RPC)                                      | General Wei Fenghe 魏凤和 (Membro da Comissão Militar Central) Conselheiro de Estado e Ministro da Defesa Nacional                          |         | PCC     | Secretário-Geral Xi Jinping (Presidente da Comissão Militar Central)                                                         |
| 3  |      | Comissão Nacional de Desenvolvimento e Reforma (CNDR) 国家发展和改革委员会 | 2003                                                 | He Lifeng 何立峰 (Vice-Presidente do Comitê Nacional da CCPPC) Ministro encarregado da Comissão Nacional de Desenvolvimento e Reforma       |         | PCC     | Vice-Primeiro-Ministro Han Zheng                                                                                             |
| 4  |      | Ministério da Educação 教育部                                              | 1949 (pelo GPC) 1954 (pela RPC)                      | Chen Baosheng 陈宝生 Ministro da Educação                                                                                                   |         | PCC     | Vice-Primeiro-Ministro Sun Chunlan                                                                                           |
| 5  |      | Ministério da Ciência e Tecnologia 科学技术部                              | 1998                                                 | Wang Zhigang 王志刚 Ministro da Ciência e Tecnologia                                                                                        |         | PCC     | Vice-Primeiro-Ministro Liu He                                                                                                |
| 6  |      | Ministério da Indústria e Tecnologia da Informação 工业和信息化部          | 2008                                                 | Miao Wei 苗圩 Ministro da Indústria e Informatização                                                                                        |         | PCC     | Vice-Primeiro-Ministro Liu He                                                                                                |
| 7  |      | Comissão Estatal dos Assuntos Étnicos 国家民族事务委员会                   | 1949 (pelo GPC) 1954 (pela RPC)                      | Bagatur (Mongol) ᠪᠠᠭᠠᠲᠤᠷ 巴特尔 (Vice-Presidente do Comitê Nacional da CCPPC) Ministro encarregado da Comissão Estatal dos Assuntos Étnicos |         | PCC     | You Quan (Líder do Departamento de Trabalho da Frente Unida do Comitê Central do PCC)                                        |
| 8  |      | Ministério da Segurança Pública 公安部                                     | 1949 (pelo GPC) 1954 (pela RPC)                      | Comissário-Geral da Polícia[ zh] Zhao Kezhi 赵克志 Conselheiro de Estado e Ministro de Segurança Pública                                    |         | PCC     | Guo Shengkun (Secretário da Comissão Central de Política e Assuntos Jurídicos do PCC)                                        |
| 9  |      | Ministério de Segurança do Estado 国家安全部                               | 1983                                                 | Chen Wenqing 陈文清 Ministro da Segurança do Estado                                                                                         |         | PCC     | Guo Shengkun (Secretário da Comissão Central de Política e Assuntos Jurídicos do PCC)                                        |
| 10 |      | Ministério dos Assuntos Civis 民政部                                       | 1978                                                 | Huang Shuxian 黄树贤 Ministro dos Assuntos Civis                                                                                            |         | PCC     | ? |
| 11 |      | Ministério da Justiça 司法部                                               | 1979 (restabelecido) 1949 (pelo GPC) 1954 (pela RPC) | He Rong 傅政华 Ministro da Justiça da China                                                                                                 |         | CPC     | Guo Shengkun (Secretário da Comissão Central de Política e Assuntos Jurídicos do PCC)                                        |
| 12 |      | Ministério das Finanças 财政部                                             | 1949 (pelo GPC) 1954 (pela RPC)                      | Liu Kun 刘昆 Ministro das Finanças |         | PCC     | Vice-Primeiro-Ministro Han Zheng                                                                                             |
| 13 |      | Ministério de Recursos Humanos e Segurança Social 人力资源和社会保障部     | 2008                                                 | Zhang Jinan 张纪南 Ministro de Recursos Humanos e Segurança Social                                                                          |         | PCC     | Primeiro-Ministro Li Keqiang                                                                                                 |
| 14 |      | Ministério de Recursos Naturais 自然资源部                                 | 2018                                                 | Lu Hao 陆昊 Ministro de Recursos Naturais                                                                                                   |         | PCC     | Vice-Primeiro-Ministro Han Zheng                                                                                             |
| 15 |      | Ministério de Ecologia e Meio Ambiente 生态环境部                          | 2018                                                 | Li Ganjie 李干杰 Ministro de Ecologia e Meio Ambiente                                                                                       |         | PCC     | Vice-Primeiro-Ministro Han Zheng                                                                                             |
| 16 |      | Ministério de Habitação e Desenvolvimento Urbano e Rural 住房和城乡建设部  | 2008                                                 | Wang Menghui 王蒙徽 Ministro de Habitação e Desenvolvimento Urbano e Rural                                                                  |         | PCC     | Vice-Primeiro-Ministro Han Zheng                                                                                             |
| 17 |      | Ministério do Transporte 交通运输部                                        | 2008                                                 | Li Xiaopeng 李小鹏 Ministro do Transporte                                                                                                   |         | PCC     | Vice-Primeiro-Ministro Liu He                                                                                                |
| 18 |      | Ministério dos Recursos Hídricos 水利部                                    | 1949 (pelo GPC) 1954 (pela RPC)                      | E Jingping 鄂竟平 Ministério de Recursos Hídricos                                                                                           |         | PCC     | Vice-Primeiro-Ministro Hu Chunhua                                                                                            |
| 19 |      | Ministério da Agricultura e Assuntos Rurais 农业农村部                     | 2018                                                 | Han Changfu 韩长赋 Ministro da Agricultura e Assuntos Rurais                                                                                |         | PCC     | Vice-Primeiro-Ministro Hu Chunhua                                                                                            |
| 20 |      | Ministério do Comércio 商务部                                              | 2003                                                 | Zhong Shan 钟山 Ministro do Comércio |         | PCC     | Vice-Primeiro-Ministro Hu Chunhua                                                                                            |
| 21 |      | Ministério da Cultura e Turismo 文化和旅游部                               | 2018                                                 | Luo Shugang 雒树刚 Ministro da Cultura e Turismo                                                                                            |         | PCC     | Huang Kunming (Líder do Departamento de Publicidade do Partido Comunista da China                                            |
| 22 |      | Comissão Nacional de Saúde 国家卫生健康委员会                              | 2018                                                 | Ma Xiaowei 马晓伟 Ministro encarregado da Comissão Nacional de Saúde                                                                        |         | PCC     | Vice-Primeiro-Ministro Sun Chunlan                                                                                           |
| 23 |      | Ministério dos Assuntos de Veteranos 退役军人事务部                        | 2018                                                 | Sun Shaocheng 孙绍骋 Ministro dos Assuntos de Veteranos                                                                                     |         | PCC     | Vice-Primeiro-Ministro Sun Chunlan                                                                                           |
| 24 |      | Ministério de Gestão de Emergência 应急管理部                              | 2018                                                 | Wang Yupu 王玉普 Ministro de Gestão de Emergência                                                                                           |         | PCC     | Wang Yong (Conselheiro de Estado)                                                                                            |
| 25 |      | Banco Popular da China 中国人民银行                                        | 1948                                                 | Yi Gang 易纲 Governador do Banco Popular da China                                                                                           |         | PCC     | Vice-Primeiro-MinistroLiu He (Diretor do Gabinete da Comissão Central de Assuntos Econômicos e Financeiros                   |
| 26 |      | Departamento Nacional de Auditoria 审计署                                  | 1983                                                 | Hu Zejun 胡泽君 Auditor-Geral do Departamento Nacional de Auditoria                                                                         |         | PCC     | Primeiro-Ministro Li Keqiang ∟ Vice-Primeiro-Ministro Han Zheng                                                              |

## Lista de departamentos antigos

### Ministérios dissolvidos
| Nome | Estabelecimento                 | Dissolução | Sucessor |
| --- | ------------------------------- | ---------- | --- |
| Ministério da Agricultura (农业部) | 1949 (pelo GPC) 1954 (pela RPC) | 2018       | Ministério da Agricultura e Assuntos Rurais |
| Ministério da Cultura (文化部) | 1975 (restabelecido)            | 2018       | Ministério da Cultura e Turismo |
| Ministério da Cultura (文化部) | 1949 (pelo GPC) 1954 (pela RPC) | 1970       | Grupo de Cultura do Conselho de Estado |
| Ministério de Supervisão (监察部) | 1987 (restabelecido)            | 2018       | Comissão Nacional de Supervisão |
| Ministério de Supervisão (监察部) | 1954 (of PRC)                   | 1959       | Comissão Central de Supervisão do Partido Comunista da China |
| Ministério da Terra e Recursos (国土资源部) | 1998                            | 2018       | Ministério de Recursos Naturais |
| Ministério de Proteção Ambiental (环境保护部) | 2008                            | 2018       | Ministério de Ecologia e Meio Ambiente |
| Ministério das Ferrovias (铁道部) | 1975 (restabelecido)            | 2013       | Ministério do Transporte ∟ Administração Nacional de Ferrovias Corporação de Ferrovias da China |
| Ministério das Ferrovias (铁道部) | 1949 (pelo GPC) 1954 (pela RPC) | 1975       | Ministério do Transporte |
| Ministério da Saúde (卫生部) | 1949 (pelo GPC) 1954 (pela RPC) | 2013       | Comissão Nacional de Saúde e Planejamento Familiar |
| Ministério da Indústria de Informação (信息产业部) | 1998                            | 2008       | Ministério da Indústria e Informatização |
| Ministério do Trabalho e Segurança Social (劳动和社会保障部) | 1998                            | 2008       | Ministério de Recursos Humanos e Segurança Social |
| Ministério de Pessoal (人事部) | 1988                            | 2008       | Ministério de Recursos Humanos e Segurança Social |
| Ministério de Comércio e Relações Econômicas Estrangeiras (对外经济贸易部) → Ministério de Comércio e Cooperação Econômica Estrangeira (对外贸易经济合作部) (renomeado em 1993)                         | 1982                            | 2003       | Ministério do Comércio |
| Ministério de Comércio Doméstico (国内贸易部) | 1993                            | 1998       | Secretaria de Estado do Comércio Interno |
| Ministério da Indústria de Eletrônicos (电子工业部) | 1993                            | 1998       | Ministério da Indústria e Informatização |
| Ministério da Indústria de Eletrônicos (电子工业部) | 1982                            | 1988       | Ministério de Construção de Máquinas e Indústria Eletrônica |
| Ministério da Indústria Elétrica (电力工业部) | 1993 (3rd est.)                 | 1998       | Comissão Nacional de Desenvolvimento e Reforma |
| Ministério da Indústria Elétrica (电力工业部) | 1979 (2nd est.)                 | 1982       | Ministério dos Recursos Hídricos |
| Ministério da Indústria Elétrica (电力工业部) | 1955 (1st est.)                 | 1958       | Ministério dos Recursos Hídricos |
| Ministério da Indústria de Carvão (煤炭工业部) | 1993                            | 1998       | Secretaria de Estado da Indústria de Carvão |
| Ministério da Indústria Metalúrgica (冶金工业部) | 1956                            | 1998       | Secretaria de Estado da Indústria Metalúrgica |
| Ministério da Indústria Química (化学工业部) | 1978                            | 1998       | Secretaria de Estado do Petróleo e Indústria Química |
| Ministério da Indústria Química (化学工业部) | 1956                            | 1970       | Ministério da Indústria Química e Combustível |
| Ministério de Correios e Telecomunicação (邮电部) | 1973                            | 1998       | Ministério da Indústria e Informatização Secretaria de Estado de Correios |
| Ministério de Correios e Telecomunicação (邮电部) | 1949 (pelo GPC) 1954 (pela RPC) | 1970       | Ministério do Transporte |
| Ministério do Trabalho (劳动部) | 1988                            | 1998       | Ministério do Trabalho e Seguridade Social |
| Ministério do Trabalho (劳动部) | 1949 (pelo GPC) 1954 (pela RPC) | 1970       | Comissão Nacional de Desenvolvimento e Reforma |
| Ministério do Rádio e Televisão (广播电视部) → Ministério do Rádio, Filme e Televisão (广播电影电视部) (renomeado em 1986)                                                                              | 1982                            | 1998       | Administração Nacional de Rádio e Televisão |
| Ministério de Geologia (地质矿产部) → Ministério de Geologia e Recursos Minerais (地质矿产部) (renomeado em 1982)                                                                                       | 1979                            | 1998       | Ministério de Terra e Recursos |
| Ministério de Geologia (地质矿产部) → Ministério de Geologia e Recursos Minerais (地质矿产部) (renomeado em 1982)                                                                                       | 1949 (pelo GPC) 1954 (pela RPC) | 1970       | Comissão Nacional de Desenvolvimento e Reforma |
| Ministério das Florestas (林业部) | 1979                            | 1998       | Administração Nacional de Florestas e Pastagens |
| Ministério da Indústria de Construção de Máquinas (机械工业部) | 1993                            | 1998       | Secretaria de Estado da Indústria de Construção de Máquinas |
| Ministério da Indústria de Construção de Máquinas (机械工业部) | 1982                            | 1986       | Comissão Nacional de Desenvolvimento e Reforma |
| Ministério da Indústria de Construção de Máquinas e Eletrônicos (机械电子工业部) | 1988                            | 1993       | Ministério da Indústria de Construção de Máquinas Ministério da Indústria de Eletrônicos |
| Ministério da Indústria Aeroespacial (航空航天工业部) | 1988                            | 1993       | Administração Espacial Nacional da China Corporação de Ciência e Tecnologia Aeroespacial da China |
| Ministério da Energia (能源部) | 1988                            | 1993       | Ministério da Energia Elétrica Ministério da Indústria de Carvão |
| Ministério da Indústria de Petróleo (石油工业部) | 1978                            | 1988       | Ministério da Energia |
| Ministério da Indústria de Petróleo (石油工业部) | 1955                            | 1970       | Ministério da Indústria Química e de Combustíveis |
| Ministério de Recursos Hídricos e Energia Elétrica (水利电力部) | 1982                            | 1988       | Ministério de Recursos Hídricos Ministério da Indústria Elétrica |
| Ministério de Recursos Hídricos e Energia Elétrica (水利电力部) | 1958                            | 1979       | Ministério de Recursos Hídricos Ministério da Indústria Elétrica |
| Ministério do Trabalho e Pessoal (劳动人事部) | 1982                            | 1988       | Ministério do Trabalho Ministério de Pessoal |
| 7º Ministério de Construção de Máquinas (第七机械工业部) → Ministério da Indústria Espacial (航天工业部) (renomeado em 1982)                                                                            | 1965                            | 1988       | Ministério da Indústria Aeroespacial |
| 3º Ministério de Construção de Máquinas (第三机械工业部) → Ministério da Indústria de Aviação (航空工业部) (renomeado em 1982)                                                                          | 1963                            | 1988       | Ministério da Indústria Aeroespacial |
| 3º Ministério de Construção de Máquinas (第三机械工业部) → 2º Ministério de Construção de Máquinas(第二机械工业部) (renomeado em 1958) → Ministério da Indústria Nuclear (核工业部) (renomeado em 1982) | 1955                            | 1988       | Corporação Nuclear Nacional da China |
| 5º Ministério de Construção de Máquinas (第五机械工业部) → Ministério da Indústria Bélica (兵器工业部) (renomeado em 1982)                                                                              | 1963                            | 1986       | Comissão Nacional de Desenvolvimento e Reforma |
| Ministério de Maquinário Agrícola (农业机械部) | 1979                            | 1982       | Ministério da Indústria de Construção de Máquinas |
| 1º Ministério de Construção de Máquinas (第一机械工业部) | 1952 (pelo GPC) 1954 (pela RPC) | 1982       | Ministério da Indústria de Construção de Máquinas |
| Ministério de Contato Econômico Estrangeiro (对外经济联络部) | 1970                            | 1982       | Ministério do Comércio |
| Ministério Comércio Exterior (对外贸易部) | 1952 (pelo GPC) 1954 (pela RPC) | 1982       | Ministério do Comércio |
| 4º Ministério de Construção de Máquinas (第四机械工业部) (indústria de eletrônicos) | 1963                            | 1982       | Ministério da Indústria e Informatização |
| 6º Ministério de Construção de Máquinas (第六机械工业部) (construção naval) | 1963                            | 1982       | Corporação de Construção Naval de Estado da China |
| 8º Ministério de Construção de Máquinas (第八机械工业部) (mísseis táticos) | 1979                            | 1981       | 7º Ministério de Construção de Máquinas (indústria espacial) |
| Ministério de Maquinaria Agrícola (农业机械部) → 8º Ministério de Construção de Máquinas (第八机械工业部) (renomeado em 1965)                                                                           | 1959                            | 1970       | 1º Ministério de Construção de Máquinas |
| Ministério de Assuntos Internos (内务部) | 1949 (pelo GPC) 1954 (pela RPC) | 1969       | Ministério das Finanças Ministério da Segurança Pública |
| 3º Ministério Ministério de Construção de Máquinas (第三机械工业部)(indústria de defesa) | 1960                            | 1963       | 3º Ministério de Construção de Máquinas (indústria de aviação) 4º Ministério de Construção de Máquinas (indústria de eletrônicos) 5º Ministério de Construção de Máquinas (indústria bélica) 6º Ministério de Construção de Máquinas (indústria naval) |
| 2º Ministério de Construção de Máquinas (第二机械工业部) | 1952 (pelo GPC) 1954 (pela RPC) | 1958       | 1º Ministério de Construção de Máquinas |
| Ministério da Indústria de Combustíveis (燃料工业部) | 1949 (pelo GPC) 1954 (pela RPC) | 1955       | Ministério da Indústria de Carvão Ministério da Indústria de Petróleo Ministério da Indústria Elétrica |

### Comissões dissolvidas
| Nome | Estabelecimento                 | Dissolução | Sucessor |
| --- | ------------------------------- | ---------- | --- |
| Comissão Nacional de Saúde e Planejamento Familiar (国家 卫生 和 计划生育委员会) | 2013                            | 2018       | Comissão Nacional de Saúde |
| Comissão Nacional de Planejamento Familiar (国家计划生育委员会) ↓ (renomeada em 2003) Comissão Nacional de População e Planejamento Familiar (国家 人口 和 计划生育委员会)                                                                   | 1981                            | 2013       | Comissão Nacional de Saúde e Planejamento Familiar |
| Comissão de Ciência, Tecnologia e Indústria para a Defesa Nacional (国防 科学 技术 工业 委员会) | 1982                            | 2008       | Ministério da Indústria e Informatização ∟ Administração Estatal de Ciência, Tecnologia e Indústria para Defesa Nacional                                                           |
| Comissão Estatal de Economia e Comércio (国家经济贸易委员会) | 1998                            | 2003       | Comissão Nacional de Desenvolvimento e Reforma Comissão de Supervisão e Administração de Ativos Estatais do Conselho de Estado Ministério do Comércio da China                     |
| Comissão Estatal de Planejamento (国家计划委员会) ↓ (renomeado em 1998) Comissão Estatal de Planejamento do Desenvolvimento (国家 发展 计划 委员会)                                                                                          | 1952 (pelo GPC) 1954 (pela RPC) | 2003       | Comissão Nacional de Desenvolvimento e Reforma |
| Comissão Econômica do Estado (国家 经济 委员会) | 1993                            | 1998       | zh |
| Comissão Econômica do Estado (国家 经济 委员会) | 1978                            | 1988       | Comissão de Planejamento do Estado |
| Comissão Econômica do Estado (国家 经济 委员会) | 1956                            | 1970       | Comissão de Planejamento do Estado |
| Comissão Estatal para Reestruturação Econômica (国家 经济 体制改革 委员会) | 1982                            | 1998       | em 1998, transformou-se em um "think-tank" de alto nível do Conselho de Estado, com o Primeiro-Ministro atuando como diretor e ministros relevantes como membros; abolido em 2003. |
| Comissão Estatal de Esportes e Educação Física (国家 体育运动 委员会) | 1972                            | 1998       | Administração Geral do Estado do Esporte |
| Comissão Estatal de Esportes e Educação Física (国家 体育运动 委员会) | 1952 (pelo GPC) 1954 (pela RPC) | 1970       | Departamento Geral de Pessoal do Exército de Libertação Popular |
| Comissão Estatal da Indústria de Construção de Máquinas (国家 机械 工业 委员会) | 1986                            | 1988       | Ministério da Indústria de Eletrônicos e Construção de Máquinas |
| Comissão de Regulação de Importação e Exportação (中华人民共和国 进出口 管理 委员会) Comissão de Regulação do Investimento Estrangeiro da República Popular da China (中华人民共和国 外国 投资 管理 委员会) (uma instituição com dois nomes) | 1979                            | 1982       | Ministério do Comércio |